# Lefty Hand Cream
Lefty Hand Cream（レフティーハンドクリーム、1月18日 - ）は、日本の女性YouTubeアーティスト、歌手。血液型A型。身長161cm。本名と年齢、顔写真は非公開。2023年10月に活動休止。

## 来歴
2014年に知人の勧めで仕事の傍らYouTubeに弾き語りなどの動画を公開し始める。その後、勤めていた会社を辞めたのをきっかけに本格的な音楽活動を開始。現在まで様々なアーティストのカバー動画を公開してきている。日本国内のみならず海外からのアクセスも多く、顔を見せずに歌声のみでYouTubeの登録者は50万人を突破、動画総再生回数は3億回を超えている。
2017年に「Lefty Hand Covers」、2018年には「Lefty Hand Covers II」と全て自身によるカバーアレンジのミニアルバムをそれぞれヴィレッジヴァンガードから限定販売している。
2019年12月7日から東海テレビ・フジテレビ系全国ネットで放映されたオトナの土ドラ『悪魔の弁護人・御子柴礼司～贖罪の奏鳴曲（ソナタ）～』の主題歌を歌うことに抜擢されオリジナル曲を提供する。翌2020年1月23日にドラマ主題歌である「ポーカーフェイス」と作詞作曲も担当したオリジナル曲「栞」を含むアルバム「1LDK」発売、ユニバーサルシグマよりメジャーデビュー。
2020年12月18日にもさを。の「ぎゅっと。」の公式カバー曲を配信し、翌年1月22日に「ぎゅっと。」を含めての4ヶ月間連続配信リリースを発表。配信リリースと同時に各配信曲の歌唱動画が公式YouTubeチャンネルでプレミアム公開される。
2021年5月21日に文化放送の深夜の音楽番組「ヴァイナル・ミュージック～歌謡曲2.0～」でコバソロがセレクトする女性シンガーパーソナリティとして6月木曜日を担当することが発表され、深夜2時間の生放送で初のラジオ・パーソナリティを務める。6月18日の放送内で以前より共演を熱望してた話題の異才ピアニスト紀平凱成に作曲を依頼した約一年半ぶりのオリジナル曲「紫陽花の詩 featuring Kyle Kihira」の配信決定と翌週6月25日の放送内での最速オンエアが発表された。なお、このコラボレーションは彼女自らがSNSで連絡をとり実現している。配信と同時に歌唱動画も公開される。
2022年11月2日、今年2曲目となる女性シンガーソングライターayahoによる初提供楽曲であるオリジナル曲「恋ダコ」をデジタル配信。同日22時、配信記念としてayahoとのインスタコラボライブも開催。

| Lefty Hand Cream | Xの短文投稿より |
| @LHC_Les         |                 |

             私達は今日結婚しました💍
         

        April 21, 2023

2023年4月21日、父親の誕生日に入籍。お相手は高2の夏に一目惚れした元同級生。結婚およびお相手の方については同月1日のエイプリルフールの深夜0時01分から本人自ら突然一連の謎のメッセージとしてツイートされ、最後に肉声で謎かけされていたが、誰も予測できず結婚宣言にファンを驚かした。
2023年7月31日、予てよりツイキャス等でファンには直に相談・予告していたが、体調上の理由などもあり最善策を苦渋の決断として公式ファンクラブ「L441studio」の閉鎖を発表する。
2023年10月3日、体調不良により当面の間アーティスト活動を休止し、一度しっかりと体調を整えることに専念することが公式ウェブサイト等で発表され、追って10月6日金曜日の夜に本人からメッセージがインスタとX（旧Twitter）に投稿される。
2024年2月6日、Xが閉鎖。
2024年2月21日、インスタにて所属事務所Showtitle退所を発表。
2024年3月2日、一時的にXが復活し、改めてXで所属事務所退所の件と今後について再投稿。
愛称は、レフさん、レフたん、レフティーさん、れふちゃん。
好きなものはアート、宇宙、サメ、しろくま、恐竜。猫と犬なら犬が好き。

## エピソード
- 2歳くらいからTVのCMで流れる曲を歌い、物心ついた時から曲をよく聴いてた。小学校に入るとすぐにピアノを習い始めたが「レッスンで使うピアノの鍵盤に貼ってあるシールの色と本人に見えている色が違い気持ち悪くなる」という理由ですぐに辞める。小学校6年生のときには、自らの意志でギターを手にしていた[3]。
- 台湾の音楽メディアMeMeOn 迷迷音のインタビューで最初にアップロードしたフルコーラスのカバー動画はコバソロとのコラボーレーションで西野カナの「No.1」と答えている[20][21]。現在閲覧できる一番古いカバー動画はコバソロとの初コラボーレーションで2015年4月10日に公開されたwhiteeenの「愛唄～since 2007～」である[3]。
- 元々開設していた自身のYouTubeチャンネルやFacebookは現在閉鎖されている。
- 2017年に発表した初のミニアルバム「Lefty Hand Covers」はヴィレッジヴァンガード限定にもかかわらずオリコン初登場8位を獲得[22]。
- ミニアルバム「Lefty Hand Covers」リリース時、全7曲分のショートストーリーミュージックビデオが制作された。NMB48の太田夢莉が主演し、嵐やDragon Ash、NMB48の「僕が負けた夏」のミュージック・ビデオも手掛けた須永秀明が監督を務め、公式YouTubeチャンネルで1日1曲ずつ公開された[23]。
- 一度聴いたら忘れられない印象的な歌声が話題のシンガーとしてSNSで噂が広まり、“声”がきっかけで大抜擢され、初のオリジナル曲「ポーカーフェイス」が東海テレビ・フジテレビ系全国ネット オトナの土ドラ『悪魔の弁護人・御子柴礼司 〜贖罪の奏鳴曲〜|悪魔の弁護人・御子柴礼司～贖罪の奏鳴曲（ソナタ）～』主題歌として起用される[24]。
- 名前の由来は「周りから見ると左手で文字を書いたり左手でご飯を食べる事から以前から「レフティー」と呼ばれていて、YouTubeに登録する際に何か良い言葉はないか？と考えた時に「ハンドクリーム」をつけたら響きが良いのではないか？と思い、20秒ぐらいで生まれた」と本人がコメントしている。
- 公式ファンクラブの名称「L441studio」は、自宅のレコーディングスタジオの名称でもある。「441」は録音の際の基準値の周波数441Hz。

## 公式アカウントについて
偽アカウントによる被害などの多発から、公式アカウントとして存在するのは、YouTube、X、Threads、インスタ、ツイキャス、TikTok、Pokekara、公式LINE、以上の8つのサービスのみで、SoundCloud等その他のアカウントは本人、事務所およびスタッフとは無関係であると本人により注意喚起
。
公式ファンクラブは、体調上の理由により現在はサービスを閉鎖しており入会はできない。活動休止後の公式発表については、公式アカウント以外からの発表の予定はない。
活動休止後、X、ツイキャス、TikTokは閉鎖され、2024年2月21日時点、YouTube、Threads、インスタの3つのみである。

## ディスコグラフィー

### 配信シングル
| 発売日・配信日 | 発売日・配信日 | タイトル                                | 規格                   |
| -------------- | -------------- | --------------------------------------- | ---------------------- |
| 2020年         | 1月23日        | ポーカーフェイス                        | デジタル・ダウンロード |
| 2020年         | 12月18日       | ぎゅっと。(もさを。)                    | デジタル・ダウンロード |
| 2021年         | 1月29日        | 別の人の彼女になったよ（wacci）         | デジタル・ダウンロード |
| 2021年         | 2月26日        | 若者のすべて（フジファブリック）        | デジタル・ダウンロード |
| 2021年         | 3月19日        | 115万キロのフィルム（Official髭男dism） | デジタル・ダウンロード |
| 2021年         | 6月26日        | 紫陽花の詩 featuring Kyle Kihira        | デジタル・ダウンロード |
| 2022年         | 1月28日        | 君にさよならを                          | デジタル・ダウンロード |
| 2022年         | 11月2日        | 恋ダコ                                  | デジタル・ダウンロード |
| 2023年         | 4月3日         | 明日、春が来たら（松たか子）            | デジタル・ダウンロード |

### 参加シングル
| 発売日・配信日 | 発売日・配信日 | タイトル                            | アーティスト | 規格                   |
| -------------- | -------------- | ----------------------------------- | ------------ | ---------------------- |
| 2023年         | 4月14日        | 朝月に霞む (feat. Lefty Hand Cream) | 小童         | デジタル・ダウンロード |

## 出演

### CM
- 東京海上日動あんしん生命
  - 「あるく保険 Walker」篇（2017年11月 - 2018年）- 歌＆ナレーション  ※歌は「Runner」の替え歌
  - 「メディカルKit R」Lefty Hand Cream「奏（かなで）」篇 （2019年9月1日 - ）- 歌＆ナレーション

### ラジオ
- 文化放送
  - 「ヴァイナルミュージック～歌謡曲2.0～」（2021年6月4日 - 6月25日）-  木曜日コバソロ・スペシャル 6月担当パーソナリティ
  - 「ヴァイナルミュージック～歌謡曲2.0～」（2022年1月6日 - 1月27日）-  木曜日コバソロ・スペシャル 1月担当パーソナリティ
  - 「ヴァイナルミュージック～歌謡曲2.0～」（2022年8月5日 - 8月26日）-  金曜日コバソロ・スペシャル 8月担当パーソナリティ

### テレビ
- TOKYO MX
  - 「情熱料亭 すぎ村」（2024年8月18日）「【夢見ガチ!!】夢見る未来への情熱」- ナレーション